# Złote rendez-vous
Złote rendez-vous (ang. The Golden Rendezvous) — powieść szkockiego pisarza Alistaira MacLeana, napisana w 1962, dreszczowiec z wątkiem miłosnym. Powieść zekranizowano w 1977.

## Opis fabuły
SS „Campari” — połączenie frachtowca i luksusowego statku wycieczkowego zabiera z portu na ogarniętej rewolucją wyspie na Morzu Karaibskim ładunek oraz dodatkowych pasażerów. Po wypłynięciu na statku zaczynają się nieoczekiwane zdarzenia — zostają zabici 2 oficerowie, a 3. znika bez śladu, nieznany sprawca uszkadza nadajnik radiowy itd. 
Pierwszy oficer John Carter zaczyna prowadzić śledztwo korzystając z pomocy między innymi Susan Beresford — pięknej i złośliwej córki jednego z pasażerów, amerykańskiego multimilionera. Szybko ustala, że z tymi zdarzeniami mają związek pasażerowie zabrani z wyspy. Podczas ujawnienia tych faktów Carter zabija mordercę przebranego za pielęgniarkę najstarszego z tych pasażerów. Jednakże zaraz potem do akcji wkraczają komandosi ukryci w ładunku zabranym z wyspy i opanowują statek (podczas strzelaniny Carter zostaje ranny). Okazuje się, że celem jest przechwycenie przy pomocy „Campari” statku wiozącego ładunek złota z Wielkiej Brytanii do USA, aby złoto poprawiło budżet rewolucyjnego rządu wyspy pod przywództwem generalissimusa. John Carter postanawia temu zapobiec. Korzystając z pomocy Susan Beresford, lekarza okrętowego oraz swego przyjaciela bosmana (także rannego w strzelaninie) oszukuje porywaczy, że jest ciężko ranny i nie może opuszczać szpitala okrętowego. Dzięki temu może dwukrotnie udawać się w różne miejsca statku bez ich wiedzy — za pierwszym razem w towarzystwie Susan (zostaje zraniona przez porywacza, którego zabija Carter), a za drugim sam. W czasie tych wypraw odkrywa, że na statku ze złotem radiotelegrafiści współpracują z porywaczami „Campari"; a w trumnie rzekomo z ciałem amerykańskiego senatora znajdującej się na „Campari” jest ukryta przenośna bomba jądrowa, którą porywacze po zabraniu złota zamierzają przekazać na statek ze złotem (w trumnie) wraz z załogą i pasażerami „Campari”. Wybuch bomby ma zlikwidować świadków. Carter usuwa bombę z trumny i ukrywa ją w ładowni, a w trumnie ukrywa porwanego amerykańskiego naukowca, którego porywacze zmuszają do uzbrojenia bomby (i potem chcą go zabić — Carter zabija egzekutora i fabrykuje śmierć naukowca). Na koniec Carter wysyła korzystając z nadajnika porywaczy informację na statek ze złotem (podszywając się za dowództwo), że złoto jest w innych skrzyniach, niż wymienione w spisie ładunku. Równocześnie zmienia się stosunek Cartera do Susan Beresford z pierwotnej niechęci wywołanej jej złośliwością do miłości, podobna ewolucja zachodzi u Susan, która mówi swoim rodzicom, że chce wyjść za Cartera i że on zgodził się na zajęcie wysokiego stanowiska w korporacji jej ojca (co nie było w pełni prawdą). Gdy porywacze zatrzymują statek ze złotem, zabierają skrzynie wymienione w depeszy Cartera, a następnie przekazują na ten statek załogę i pasażerów „Campari” oraz trumnę z ukrytym naukowcem. Gdy „Campari” odpływa, Carter ujawnia prawdę o bombie, ale okazuje się, że porywacze zniszczyli nadajniki na statku ze złotem, więc nie można ich ostrzec — giną więc oni w wybuchu bomby. Gdy kapitan statku ze złotem żali się nad zniszczonym w wybuchu złotem, Carter ujawnia treść depeszy. Wtedy kapitan „Campari” chce przeprosić Cartera za to, że podejrzewał go o współpracę z porywaczami. Gdy mówi on, że Carter kazał mu zamilknąć, choć jest jego kapitanem, to Susan Beresford odpowiada, że jej też kazał zamilknąć, a ona nie jest tylko kapitanem, lecz jego narzeczoną i za miesiąc biorą ślub.